# Lithosia eburneola
Lithosia eburneola är en fjärilsart som beskrevs av Turati 1933. Lithosia eburneola ingår i släktet Lithosia och familjen björnspinnare. Inga underarter finns listade i Catalogue of Life.